# Región metropolitana de São Paulo
La Región Metropolitana de Sâo Paulo (en portugués Região Metropolitana de São Paulo), también conocida como Gran San Pablo (en portugués: Grande São Paulo), reúne 39 municipios del Estado de São Paulo en un intenso proceso de conurbación. El término se refiere a la extensión de la capital São Paulo, que forma con sus municipios vecinos una mancha urbana continua. La región metropolitana de São Paulo es, según los resultados preliminares del censo de IBGE para el año 2015 es la 8.ª mayor área metopolitana del mundo ,  la más poblada de Sudamérica y el hemisferio Sur. La región constituye el principal centro económico, financiero e industrial de Latinoamérica y junto con las áreas metropolitanas vecinas de Campinas, Baixada Santista, la microrregión de Sorocaba, la microrregión de Jundiaí y la microrregión de São José dos Campos conforma una enorme megalópolis de más de 33 millones de habitantes (Complexo Metropolitano Entendido de São Paulo).

## Estadísticas
- Área territorial: 7.943 km²
- Área urbanizada: 2.139 km²
- Población: 23,4 millones de habitantes
- Latitud: 23,533 Sur
- Longitud: 46,617 Oeste
- PIB (nominal) US$ (2017): 570,92 billones
- PIB per cápita US$ (2017): 32,564,34

|  |  |

| N.º | Municipio (Município   | Área (km²) | Censo de 1991 | Densidad (Hab./km²) | Censo de 2000 | Densidad (Hab./km²) | Censo 2010 | Densidad (Hab./km²) | PBI (2005)      |
| --- | ---------------------- | ---------- | ------------- | ------------------- | ------------- | ------------------- | ---------- | ------------------- | --------------- |
| 1   | Arujá                  | 97         | 37.622        | 388                 | 59.185        | 610                 | 74.818     | 723                 | 934.992.000     |
| 2   | Barueri                | 64         | 130.799       | 2.044               | 208.281       | 3.254               | 240.656    | 3.577               | 22.430.475.000  |
| 3   | Biritiba-Mirim         | 317        | 17.833        | 56                  | 24.653        | 78                  | 28.573     | 89                  | 164.634.000     |
| 4   | Caieiras               | 96         | 39.069        | 407                 | 71.221        | 742                 | 86.623     | 876                 | 1.040.734.000   |
| 5   | Cajamar                | 128        | 33.736        | 264                 | 50.761        | 397                 | 64.113     | 486                 | 1.915.590.000   |
| 6   | Carapicuíba            | 35         | 283.661       | 8.105               | 344.596       | 9.846               | 369.908    | 9.853               | 1.915.285.000   |
| 7   | Cotia                  | 324        | 107.453       | 332                 | 148.987       | 460                 | 201.023    | 588                 | 3.472.181.000   |
| 8   | Diadema                | 31         | 305.287       | 9.848               | 357.064       | 11.518              | 386.039    | 11.941              | 7.344.570.000   |
| 9   | Embu                   | 70         | 155.990       | 2.228               | 207.663       | 2.967               | 240.007    | 3.194               | 1.834.260.000   |
| 10  | Embu-Guaçu             | 155        | 36.277        | 234                 | 56.916        | 367                 | 62.846     | 370                 | 366.844.000     |
| 11  | Ferraz de Vasconcelos  | 30         | 96.166        | 3.206               | 164.591       | 5.486               | 168.290    | 5.974               | 793.081.000     |
| 12  | Francisco Morato       | 49         | 83.885        | 1.712               | 133.738       | 2.729               | 154.538    | 3.039               | 512.822.000     |
| 13  | Franco da Rocha        | 134        | 85.535        | 638                 | 108.122       | 807                 | 131.603    | 940                 | 1.186.777.000   |
| 14  | Guararema              | 271        | 17.961        | 66                  | 21.904        | 81                  | 25.861     | 94                  | 364.164.000     |
| 15  | Guarulhos              | 318        | 787.866       | 2.478               | 1.072.717     | 3.373               | 1.222.357  | 3.700               | 21.615.314.000  |
| 16  | Itapevi                | 91         | 107.976       | 1.187               | 162.433       | 1.785               | 200.874    | 2.111               | 1.809.328.000   |
| 17  | Itapecerica da Serra   | 151        | 85.640        | 567                 | 129.685       | 859                 | 152.380    | 949                 | 1.925.151.000   |
| 18  | Itaquaquecetuba        | 82         | 164.957       | 2.012               | 272.942       | 3.329               | 321.854    | 3.839               | 1.733.662.000   |
| 19  | Jandira                | 18         | 62.697        | 3.483               | 91.807        | 5.100               | 108.436    | 5.765               | 1.091.263.000   |
| 20  | Juquitiba              | 522        | 19.969        | 38                  | 26.459        | 51                  | 28.732     | 53                  | 176.268.000     |
| 21  | Mairiporã              | 321        | 39.937        | 124                 | 60.111        | 187                 | 80.920     | 227                 | 606.428.000     |
| 22  | Mauá                   | 62         | 294.998       | 4.758               | 363.392       | 5.861               | 417.281    | 6.366               | 4.861.255.000   |
| 23  | Mogi das Cruzes        | 714        | 58.374        | 82                  | 65.574        | 92                  | 387.241    | 513                 | 4.425.513.000   |
| 24  | Osasco                 | 65         | 568.225       | 8.742               | 652.593       | 10.040              | 666.469    | 9.809               | 18.310.452.000  |
| 25  | Pirapora do Bom Jesus  | 108        | 7.956         | 74                  | 12.395        | 115                 | 15.727     | 130                 | 110.396.000     |
| 26  | Poá                    | 17         | 76.302        | 4.488               | 95.801        | 5.635               | 106.033    | 6.151               | 1.459.161.000   |
| 27  | Ribeirão Pires         | 99         | 85.085        | 859                 | 104.508       | 1.056               | 113.043    | 1.037               | 1.141.011.000   |
| 28  | Rio Grande da Serra    | 37         | 29.901        | 808                 | 37.091        | 1.002               | 44.084     | 1.115               | 239.390.000     |
| 29  | Salesópolis            | 426        | 11.359        | 27                  | 14.357        | 34                  | 15.639     | 36                  | 137.580.000     |
| 30  | Santa Isabel           | 361        | 37.975        | 105                 | 43.740        | 121                 | 50.464     | 137                 | 359.216.000     |
| 31  | Santana de Parnaíba    | 184        | 37.762        | 205                 | 74.828        | 407                 | 108.875    | 554                 | 2.245.994.000   |
| 32  | Santo André            | 175        | 616.991       | 3.526               | 649.331       | 3.710               | 673.914    | 3.739               | 11.426.975.000  |
| 33  | São Bernardo do Campo  | 406        | 566.893       | 1.396               | 703.177       | 1.732               | 765.203    | 1.839               | 19.446.018.000  |
| 34  | São Caetano do Sul     | 15         | 149.519       | 9.968               | 140.159       | 9.344               | 149.571    | 9.769               | 8.003.490.000   |
| 35  | São Lourenço da Serra  | 187        | 7.506         | 40                  | 12.199        | 65                  | 13.985     | 71                  | 120.750.000     |
| 36  | São Paulo              | 1.523      | 9.646.185     | 6.334               | 10.434.252    | 6.851               | 11.244.369 | 6.998               | 263.177.148.000 |
| 37  | Suzano                 | 206        | 158.839       | 771                 | 228.690       | 1.110               | 262.568    | 1.245               | 4.289.553.000   |
| 38  | Taboão da Serra        | 20         | 160.084       | 8.004               | 197.644       | 9.882               | 244.719    | 11.252              | 3.089.793.000   |
| 39  | Vargem Grande Paulista | 34         | 15.870        | 467                 | 32.683        | 961                 | 42.946     | 1.248               | 421.724.000     |
| -   | Total                  | 7.943      | 15.230.140    | 1.917               | 17.614.036    | 2.218               | 23,456,826 | 2.358               | 416.499.242.000 |

### Complejo Metropolitano Extendido
El área metropolitana extendida de São Paulo (Complexo Metropolitano Entendido de São Paulo) es una megalópolis de 3 áreas metropolitanas contiguas y otras tres microrregiones, dominadas por São Paulo:
| Área metropolitana o microrregión                             | Población (censo 2010) | Superficie (km²) | Densidad (hab/ km²) |
| ------------------------------------------------------------- | ---------------------- | ---------------- | ------------------- |
| Microrregión de Sorocaba(pt)                                  | 1.324.176              | 4.202            | 307                 |
| Microrregión de Jundiaí(pt)                                   | 612.482                | 802,5            | 763                 |
| Región Metropolitana de la Baixada Santista                   | 1.589.460              | 2.422            | 656                 |
| Región Metropolitana de Campinas(pt)                          | 3.699.554              | 3.645,6          | 740                 |
| Microrregión de São José dos Campos(pt)                       | 1.372.574              | 4.046            | 339                 |
| Región Metropolitana de São Paulo                             | 23,456,826             | 7.943,8          | 2.503               |
| CME São Paulo (Complejo Metropolitano extendido de São Paulo) | 32,463,312             | 23.061,9         | 1.140               |

## Principales carreteras(rodovias)
- Rodovia Anhangüera
- Rodovia dos Imigrantes
- Rodovia Anchieta
- Rodovia dos Bandeirantes
- Rodovia Presidente Dutra
- Rodovia Ayrton Senna
- Rodovia Castello Branco
- Rodovia Fernão Dias
- Rodovia Raposo Tavares
- Rodovia Régis Bittencourt
- Rodoanel